# Schloßberg 35 (Quedlinburg)

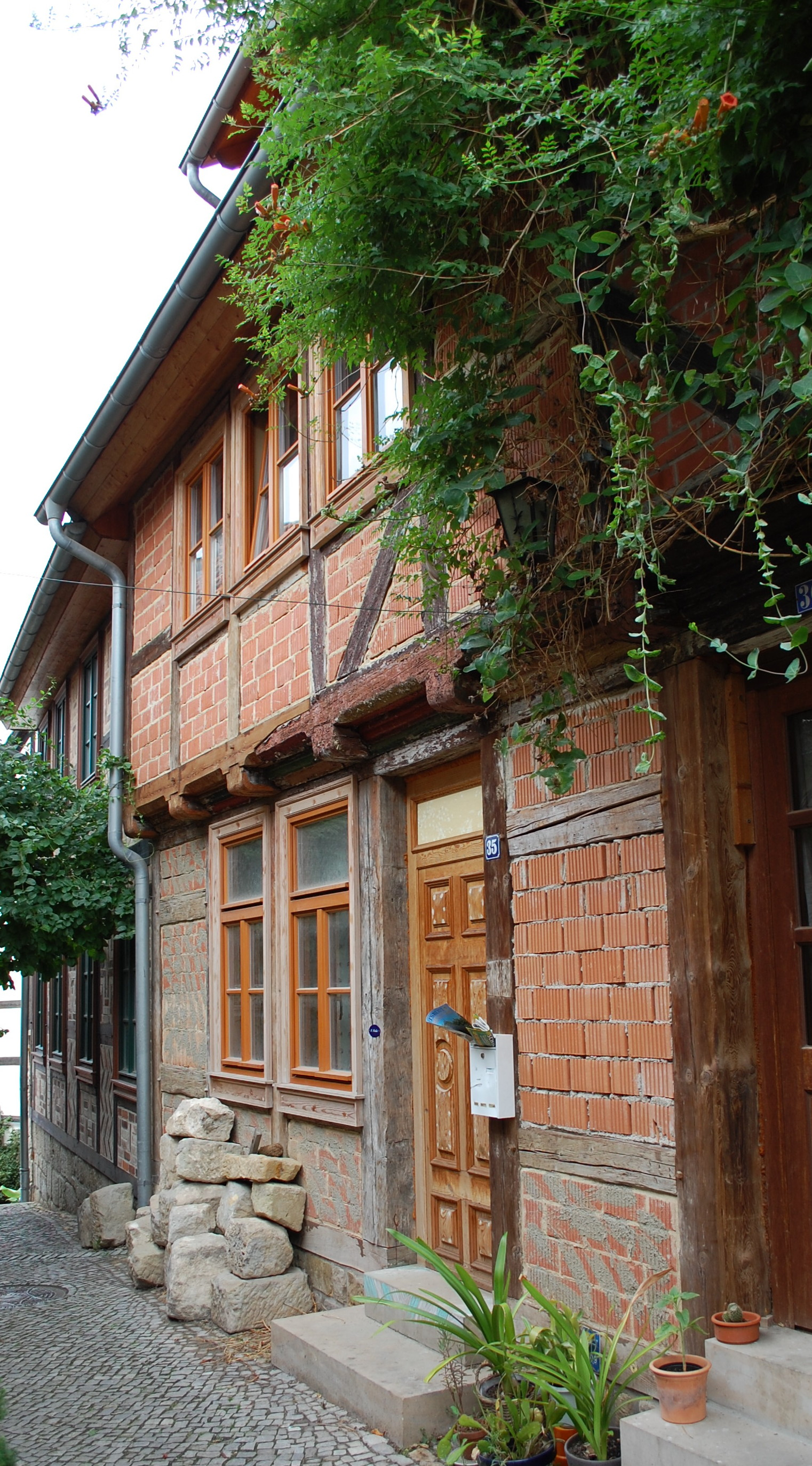
Haus Schloßberg 35

Das Haus Schloßberg 35 ist ein denkmalgeschütztes Gebäude in der Stadt Quedlinburg in Sachsen-Anhalt.

## Lage
Es befindet sich östlich des Quedlinburger Schloßbergs im Stadtteil Westendorf. Die Straße Schloßberg ist hier nur eine schmale nur für Fußgänger geeignete Gasse. Das Haus ist im Quedlinburger Denkmalverzeichnis als Wohnhaus eingetragen und gehört zum UNESCO-Weltkulturerbe. Nördlich grenzt das gleichfalls denkmalgeschützte Haus Schloßberg 36 an.

## Architektur und Geschichte
Das niedrige, schmale Fachwerkhaus entstand in der Zeit um 1720 und besteht aus mehreren Gebäudeteilen. Die Fassade des mit seiner Traufseite zur Gasse hin ausgerichteten Hauses verfügt an der Stockschwelle über Schiffskehlen.